# Jevgenija Medvjedeva
Jevgenija Armanovna Medvjedeva (rus: Евгения Армановна Медведева, Moskva, 19. studenoga 1999.), ruska je klizačica, svjetska i europska prvakinja u umjetničkom klizanju, olimpijska doprvakinja.

## Klizačka karijera
Jevgenija Medvjedeva je dvostruka svjetska prvakinja (2016., 2017.), dvostruka europska prvakinja (2016., 2017.) i doprvakinja (2018.), dvostruka prvakinja u Grand Prixu (2015., 2016.) i dvostruka ruska nacionalna prvakinja (2016., 2017.). Ranije u svojoj karijeri osvojila je Svjetsko juniorsko prvenstvo 2015., finalni Grand Prix 2014. i juniorsko prvenstvo 2015. godine.
Jevgenija Medvjedeva bila je prva klizačica u pojedinačnoj konkurenciji, koja je osvojila svjetsku seniorsku titulu godinu dana nakon što je osvojila svjetsku juniorsku titulu i prva klizačica koja je osvojila dva uzastopna seniorska svjetska prvenstva nakon što je osvojila juniorsko svjetsko prvenstvo. Na Svjetskom prvenstvu 2017. godine postala je prva klizačica nakon 16 godina, koja je obranila naslov svjetske prvakinje. To je uspjelo Michelle Kwan 2000. i 2001. godine, a prva je ruska klizačica koja je ikad uspješno branila svoj svjetski naslov.
Prema ISU sudačkom sustavu, postavila je svjetske rekorde 12 puta i prva je klizačica koja je dobila 80 bodova za kratki program, 160 bodova za slobodni program i ukupnu ocjenu od 230 i 240 bodova. Jevgenija Medvjedeva trenutno drži svjetske rekorde za kratki program, slobodni stil i kombinirani ukupni rezultat.
Osvojila je srebro u ekipnoj konkurenciji na XXIII. Zimskim olimpijskim igrama u Pyeongchangu 2018. godine.